# Nencia da Barberino
La Nencia da Barberino è un poemetto in ottave, attribuito a Lorenzo de' Medici, scritto probabilmente tra il 1469 e il 1473.
Nel poemetto il contadino Vallera canta le lodi della pastorella Nencia di cui è innamorato e che dà il nome all'opera. Il lessico si basa sul parlato popolare ed è presente una nota di ironia e comicità.
Il componimento costituisce una parodia della lirica colta. La parodia si esercita soprattutto sugli stereotipi della poesia lirica, sulla riproduzione insensata di modelli depositati dalla tradizione che possono venire utilizzati in un mondo addirittura opposto a quello originario. Mentre diverte i suoi lettori colti, destinatari del poemetto, Lorenzo sembra mettere in guardia dai rischi di un classicismo acritico e un'applicazione fine a se stessa del principio di imitazione.